# Vlhovec nachový
Vlhovec nachový (Quiscalus quiscula) je velký druh pěvce z čeledi vlhovcovitých (Icteridae).
Dospělci dorůstají 32 cm, mají dlouhý tmavý zobák, světle žluté oči a dlouhý ocas; opeření je tmavé s fialovým nebo kovovým leskem. Samice jsou v porovnání se samci menší a často jednotvárně hnědé. Hnízdí v otevřených krajinách a v předměstských i městských oblastech, často v blízkosti vody. Jeho areál rozšíření se rozprostírá na značném území Severní Ameriky, a to v rozmezí od východního pobřeží až po Skalnaté hory. Jižní populace jsou stálé, severní migrují na jih Spojených států.